# Ngôi làng kiên cố Chrobry ở Szprotawa

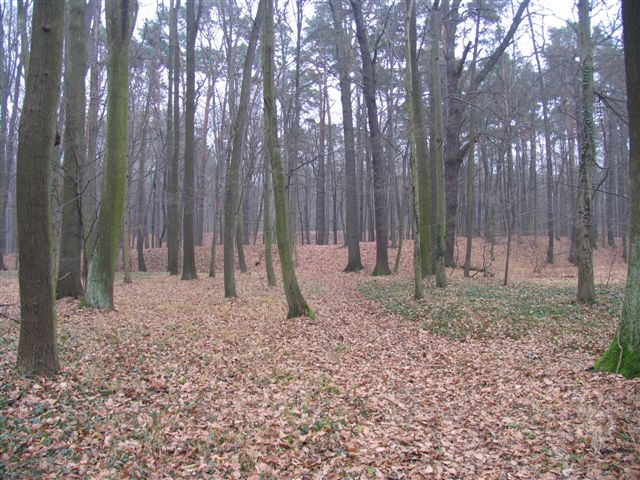
Tàn dư của công trình đất nhìn từ phía tây

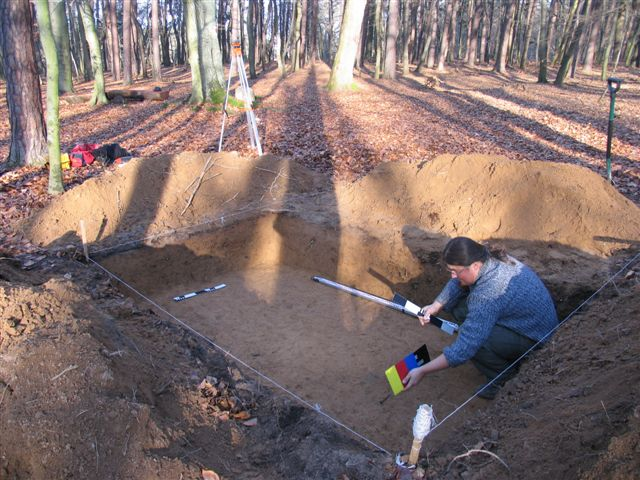
Cuộc khai quật tháng 12 năm 2008 của Viện Hàn lâm Khoa học Ba Lan

Ngôi làng kiên cố Chrobry (tiếng Ba Lan: Gród Chrobry, tiếng Đức: Wallburg Chrobry), được đặt theo tên của vị vua đầu tiên của Ba Lan Boleslaw Chrobry, và nằm ở thị trấn Szprotawa (tiếng Đức: Sprottau), là một công trình khảo cổ và là một di tích lịch sử ở tỉnh Lower Silesia, một trong những công trình lớn nhất tại Ba Lan.

## Lịch sử
Địa điểm này nằm trong thung lũng sông Bóbr cũ, trong khu bảo tồn thiên nhiên Park Słowiański, và bao gồm một cao nguyên đa giác với diện tích 4 hécta (9,9 mẫu Anh), cao hơn 6 m so với môi trường xung quanh. Bề mặt của đa giác phẳng trong suốt và có các cạnh nghiêng đều đặn. Địa điểm này nằm giữa một bãi lầy và một đầm lầy, mà bây giờ cả hai đã khô.
Trước năm 1945, địa điểm này được biết đến như là 'Nun Bush Hill' (tiếng Đức: Nonnenbuschberg).
Cái ngày mà ngôi làng này được dựng lên vẫn còn là một bí mật. Nhà sử học người Đức - August Gloger (1927) mô tả địa điểm này có niên đại từ thời những vùng đất này vẫn còn là đất Ba Lan, nhưng không cung cấp thông tin cụ thể. Gần đây, Maciej Boryna, từ bảo tàng lịch sử địa phương Muzeum Ziemi Szprotawskiej, đã xác định các mảnh gốm từ địa điểm này thuộc vào thời Trung cổ, kết luận rằng cấu trúc này không bao giờ được hoàn thành hoặc chỉ được con người sinh sống trong một thời gian ngắn.
Kể từ ngày 30 tháng 5 năm 2007, nhờ những nỗ lực của xã hội lịch sử địa phương Towarzystwo Bory Dolnośląskie, địa điểm này hiện được bảo vệ như một nơi được chỉ định có tầm quan trọng lịch sử. Ngoài ra, công trình khảo cổ nhỏ hơn có thể được tìm thấy gần đó.